# Гельмязівська волость
Гельмязівська волость — адміністративно-територіальна одиниця Золотоніського повіту Полтавської губернії з центром у містечку Гельмязів.
Станом на 1885 рік складалася з 10 поселень, 15 сільських громад. Населення — 10688 осіб (5226 чоловічої статі та 5462 — жіночої), 1833 дворових господарства.
|                     | Площа, десятин | У тому числі орної, дес. |
| ------------------- | -------------- | ------------------------ |
| Сільських громад    | 10246          | 8481                     |
| Приватної власності | 13562          | 9658                     |
| Іншої власності     | 272            | 248                      |
| Загалом             | 24080          | 18387                    |

Основні поселення волості станом на 1885:
- Гельмязів — колишнє державне та власницьке містечко при річці Супій за 22 версти від повітового міста, 2881 особа, 684 двори, 3 православні церкви, школа, станова квартира, 18 постоялих будинків, 24 лавки, водяний і 23 вітряних млини, 2 маслобійних заводи, торгові лазні, базари та 4 ярмарки на рік: сирнонедільний, преполовинний, преображенський і введенський. За 2 версти — винокурний завод.
- Богдани — колишнє державне та власницьке село при річці Супій, 1349 осіб, 221 двір, православна церква, 2 постоялих будинки, 22 вітряних млини, 4 маслобійних, винокурний і солодовий заводи.
- Дубинка — колишнє власницьке село при річці Ковранці, 145 осіб, 20 дворів, вітряний млин, винокурний і пивоварний завод.
- Каленики — колишнє державне та власницьке село, 1079 осіб, 211 дворів, православна церква, школа, 2 постоялих будинки, 19 вітряних млинів, 2 маслобійних заводи.
- Коврай (Левада) — колишнє власницьке село при річці Коврай, 2396 осіб, 367 дворів, православна церква, школа, 3 постоялих будинки, 2 маслобійних заводи, 22 вітряних млини, базари по четвергах і 3 ярмарки на рік.
- Плешкані — колишнє державне та власницьке село при річці Супій, 943 особи, 190 дворів, православна церква, школа, постоялий будинок, 18 вітряних млинів, 2 маслобійних заводи.

Старшинами волості були:
- 1900—1907 роках козак Порфирій Федорович Бояр[2],[3],[4];
- 1913—1915 роках Т. К. Ещенко[5],[6].